# Salamajärvi (sjö i Finland)
Salamajärvi är en sjö i Finland. Den ligger i kommunen Perho i landskapet Mellersta Österbotten, i den centrala delen av landet, 300 km norr om huvudstaden Helsingfors. Salamajärvi ligger 174,7 meter över havet. Arean är 4,21 kvadratkilometer och strandlinjen är 33,12 kilometer lång. Sjön  ingår i Kymmene älvs huvudavrinningsområde. 